# Мажордом
Мажордо́м, майордо́м або палатний мер (лат. major domus — старший по двору, фр. maire du palais) — старший сановник королівського палацу у Франції під час правління династії Меровінґів. У зв'язку з ослабленням королівської влади династії Меровінґів в середині VII ст. посада мажордома набула особливої сили. Важко визначити первісне значення цієї посади.
Думка (Луден), що мажордоми завідували королівським майном, роздачею бенефіціїв та ленів дружинникам, відкинута, тому що при Меровінґах не було роздачі земель в умовне володіння. Мажордомів називають іноді Subregulus; звідси мажордом, за іншою думку (Цінкейзен), — начальник королівського двору, заміняв короля під час його відсутності.
Найвірогідніше, що мажордом був виконувачем обов'язків колишнього сенешаля, який завідував всіма королівськими чиновниками і палацовим господарством («міністр двору»). Поступово посада сенешаля отримала велике значення, і він став називатися majordomus regiae. Мажордом завідував вже не тільки придворною службою, але керував маєтками короля, зосереджував у своїх руках військову й адміністративну владу, виконував судові функції і став главою держави, усунувши королів. Посада мажордома, яка спочатку повністю залежала від короля, стає прерогативою могутньої аристократії, що вибирає мажордома зі свого середовища.
Мажордоми стали впливовими ще за Хлотара II і особливо за його сина Дагоберта I (628—638). Особливо відоме прізвище австразійских палатних мерів (Арнульфінги або Піпініди), родоначальником якої був Арнульф, єпископ Мецький. Разом з Піпіном Ланденським він управляв Австразією при Хлотарі II. Син Піпіна, Грімоальд (639—658), вже задумав оголосити королем Австразії свого сина, але передчасна спроба не мала успіху. Піпін Герістальський, розумний і хоробрий мажордом, розбив у 687 нейстрійського мажордома Берхера у (битві при Тетрі ); влада в Нейстрії та Бургундії перейшла до його рук, а посада мажордома стала спадковою, і Піпін прийняв титул dux et princeps Francorum. Роль короля стала мізерною, він був зовсім усунений від справ.
У хроніках того часу була навіть формула: «Regnante rege, gubernante majore domus». Карл Мартелл став єдиним мажордомом і князем франків і навіть не вважав за потрібне заміщати померлого Меровінґа новим королем. Його син Піпін Короткий ув'язнив у монастир останнього Меровінґа, Хільдеріка III (751), був проголошений королем і помазаний папою Захарієм на престол.
З нього почалась династія Каролінґів.

## Прислуга
Крім того, раніше і дотепер, мажордомами називають старших лакеїв, управляючих у багатих будинках.

## Список мажордомів

### МажордомиАвстразії
- Ґоґон (близько 567—581)
- Ванделен (581—585)
- Гундульф (близько 600)
- Радон (613—617)
- Гуго (617—623)
- Піпін Ланденський (623—629 і 639—640)
- Оттон (640—641/642/643)
- Ґрімоальд Старший (641/642/643—656)
- Вульфоальд (656—680; також у Нейстрії)
- Піпін Геристальський (680—714)
- Теодоальд (714—717)
- Карл Мартел (717—741; також у Нейстрії)
- Карломан (741—747)
- Дрого (747—751/754)

### МажордомиНейстрії
- Ландерік (не пізніше 584 — не пізніше 613)
- Ґундоланд (не пізніше 613—639)
- Еґа (639—641; також у Бургундії)
- Ерхіноальд (641—658)
- Еброін (658—673 і 675—680)
- Вульфоальд (673—675; також у Австразії)
- Леудезій (675)
- Вараттон (680/681 і 683/684—686)
- Ґізлемар (680/681—683/684)
- Берхар (686—688)
- Нордеберт (688 — не ранее 696)
- Ґрімоальд Молодший (не ранее 696—714)
- Теодоальд (714—715; також у Австразії)
- Раґенфред (715—718)
- Карл Мартел (718—741; також у Австразії)
- Піпін Короткий (741/742—751)

### МажордомиБургундії
- Варнахар I (до 599)
- Бертоальд (раніше 603—604)
- Протадій (605)
- Клавдій (606 — не пізніше 613)
- Варнахар II (613—626/627)
- Еґа (639—641; також у Нейстрії)
- Флаохад (642)
- Радоберт (642—662)